# Ħal Safi
Pour les articles homonymes, voir Safi.
Ħal Safi, connue aussi comme Safi, est une ville de Malte située sur Malte.

## Géographie
| Kirkop |          | Luqa |
|        | Ħal Safi |      |
|        | Żurrieq  |      |